# Motonori Matuyama

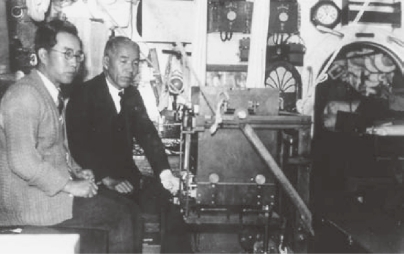
Motonori Matuyama (rechts) met zijn assistent aan boord van hun onderzoeksduikboot

Motonori Matuyama (Uyeda, 25 oktober 1884 - 27 januari 1958) was een Japans geoloog. Hij toonde aan dat het magnetische veld van de aarde in het verleden af en toe omkeerde.

## Eerbetoon
Het rotseiland Matsuyama voor de kust van Grahamland (Antarctica) is naar hem genoemd.
- CiNii: DA08955696
- International Standard Name Identifier: 0000 0000 4999 0296
- Library of Congress Control Number: nr94034544
- Bibliotheek van het Japanse parlement: 00042789
- Virtual International Authority File: 71275832
- WorldCat: E39PBJB8vk4Mqjvkb6dMvGD8YP